# 水罐 (茶道用具)

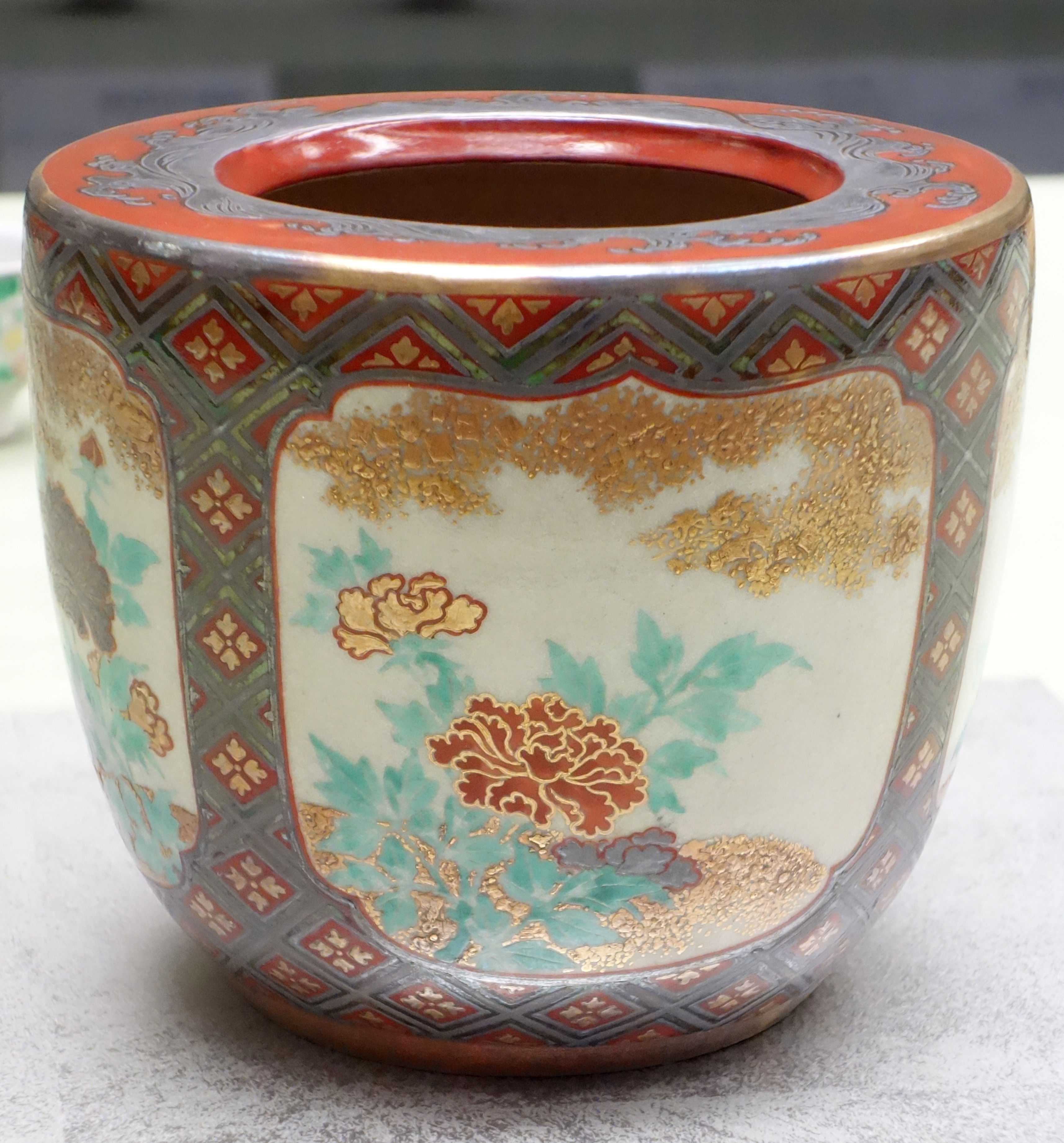
水罐

水罐，又稱水曹，潮汕稱龍缸，日本稱水指，是一種茶儀式用具，指盛裝清水的有蓋容器，可利用柄杓舀水調節煮水用器皿的熱水溫度，或用以清洗茶碗，在茶儀式中與茶碗同為鑑賞之物。與水罐用途相反，用以儲存廢水無蓋的用具則稱為「水盂」。水罐因實際使用需求而有不同的設計，其材質可能為金屬、陶瓷、木材、竹材等，表面可能以釉彩、漆加以裝飾。

## 日式水指

### 共蓋與塗蓋
依據上蓋的不同，水罐可分為共蓋（ともぶた）以及塗蓋（ぬりぶた）兩類；前者的上蓋與罐身使用相同材質，後者的上蓋材質與罐身不同，或者著漆或者特殊顏料塗層。在現存的茶道用具當中，許多水罐由日常生活中的其他用品轉變而來，因為原先並沒有上蓋，而多以漆蓋的形式使用。

### 平水罐與細水罐
實際使用上，依據外型的差異區分，水罐可以粗略地分為平水罐與細水罐兩類：
- 平水罐（日语：／ Hira mizu sashi）：多由青瓷製成，表面已具有透明感的顏料裝飾。外型寬平且矮，相對細水罐有著較大的開口。平水罐一般用於盛夏，使用時將上蓋打開一半，藉由欣賞平靜水面以及陽光照射下的波光粼粼，獲得「清涼」之感。
- 細水罐（日语：／ Hoso mizu sashi）：細水罐的形狀較為細長，外型相較之下較為樸素，多使用顏色厚重、溫潤的陶瓷材料製成。細水罐的瘦長外型在適合用於狹窄的茶室空間中，陶瓷材料也有利於天氣寒冷時的保溫。